# František Xaver Brixi
František Xaver Brixi, niem. Franz Xaver Brixi (ur. przed 2 stycznia 1732 w Pradze, zm. 14 października 1771 tamże) – czeski organista i kompozytor, syn Šimona Briksego. Jeden z najważniejszych kompozytorów XVIII-wiecznych Czech, całe życie związany był z Pragą. Pisał w stylu przedklasycznym szkoły neapolitańskiej (Alessandra Scarlattiego, Francesca Feo i Francesco Durante). Był autorem ok. 500 kompozycji. W wieku trzech lat stracił ojca (1735), a opiekę nad nim objął pijar i kompozytor Václav Kalous. Zmarł na gruźlicę w wieku 39 lat.